# Alfred Reiterer
Alfred Reiterer (Graz, 25 oktober 1924 - aldaar, 10 maart 2008) was een Oostenrijks acteur. Hij is het meest bekend om zijn vaderrol  in de televisieserie Familie Merian, maar speelde ook drie afleveringen in de krimiserie Tatort. Verder maakte Alfred Reiterer deel uit van de vaste bezetting van het Theater in der Josefstadt van 1965 tot 2000, waar hij in meer dan 70 toneelstukken.

## Filmografie
- Radetzkymarsch, (1965)
- Das große Geschäft, (1966)
- Der Heldenmantel, (1967)
- Inzwischen, (1967)
- Alles zum Guten, (1967)
- Zwei aus Verona, (1969)
- Die Frage, (1969)
- Das Wort, (1970)
- Die heilige Johanna, (1971)
- Emilia Galotti, (1971)
- Procryl für Rosenbach, (1971)
- Maria Theresia, (1980)
- Schloß mit späten Gästen, (1982)
- Den Tüchtigen gehört die Welt, (1982)
- Der Kronprinz, (1989)

## Televisieseries
- Oberinspektor Marek, (1964)
- G'schichten aus Wien, (1970)
- Hallo - Hotel Sacher... Portier!, (1974)
- Kottan ermittelt, (1976)
- Tatort, (1977-1988)
- G'schichten aus Österreich, (1979)
- Familie Merian, (1980-1984)
- Kommissar Rex, (1999)